# 方厅水院
方厅水院，也称水乡客厅·方厅水院、“一点”方厅水院、水乡客厅，是位于中华人民共和国上海市、江苏省、浙江省交界处的工程，即长三角一体化示范区规划中的“长三角原点”，由太浦河两岸的数座建筑及跨河人行桥组成，于2025年5月21日竣工。工程特殊的位置引发了行政手续上的困难，经过三地协调、国家发改委批准，该工程的建设许可由上海市青浦区主管，苏州市吴江区和嘉兴市嘉善县对应部门参与。

## 建筑工程
方厅水院由太浦河两岸的数座建筑组成，整体成矩形，采用江南水乡建筑风格，矩形的几何中心即两省一市的行政边界交点。各部分由三座跨河桥连接，其中两座跨太浦河，西侧一座跨苏浙界、东侧一座跨沪浙界；一座位于北侧，跨越太浦河与元荡之间的水道，跨沪苏界。功能定位为“一体化标志性场所”，可作为论坛、会展场地。建筑内部计划用作长三角一体化的展示厅，四角分别为沪、苏、浙、皖展馆（安徽馆实际在浙江境内），南侧（浙江侧）设主会馆和开放广场。建筑设计为2020年进行水乡客厅城市设计国际方案征集所得。方形庭院的设计理念取自中国传统文化中的“天圆地方”，运用廊桥、斗拱等古典建筑元素，寓意为“把长三角缝合的第一颗钮扣”。建筑运用光伏板、水源热泵等技术降低能耗，综合节能率达82%，几乎不产生碳排放。
工程于2023年5月24日举办开工仪式并打下首桩，但此时仍存部分审批问题尚未解决，故未完全开始施工。江苏侧实际于同年9月6日完成全部法定手续，同时工程正式动工。2024年7月31日，涉及三地不同坐标系和高程系统对接的跨省人行桥工程实现全面合龙。2024年11月，工程封顶。2025年5月21日，方厅水院工程全面竣工，计划于6月初投用并举办首场活动“全球环境科学家大会”。

## 审批手续
2023年4月27日，方厅水院的设计方案经过审核，由上海市青浦区规划自然资源局批复同意。5月12日，方厅水院上海区域以“‘一点’方厅水院（上海区域）桩基”名称取得上海侧桩基工程的建设工程施工许可证。开工仪式次日（5月25日），在国家发改委支持下，由示范区执委会、青浦区建管委、吴江区审批局、吴江区住建局、嘉善县住建局签署《“一点”方厅水院项目施工许可试点一体化审批合作协议书》，正式确立项目由青浦区主管。6月7日，青浦区规自局签发建设工程规划许可证。后续国家发改委明确示范区投资项目的行政区划代码为310052（其中31对应上海市，52不对应县级行政区，系发改委的部门代码），并同意将此类三地一体化项目审批权限下放至省级，不需按照跨省大型项目送国家发改委审批。长三角一体化示范区执委会方面表示该工程的竣工验收合格通知书由三地共同颁发，“是长三角示范区一体化制度创新的新成果”（但媒体记者拍摄的原件上只有青浦区建管委的名字和公章）。